# Instituto Internacional de Estudos Estratégicos

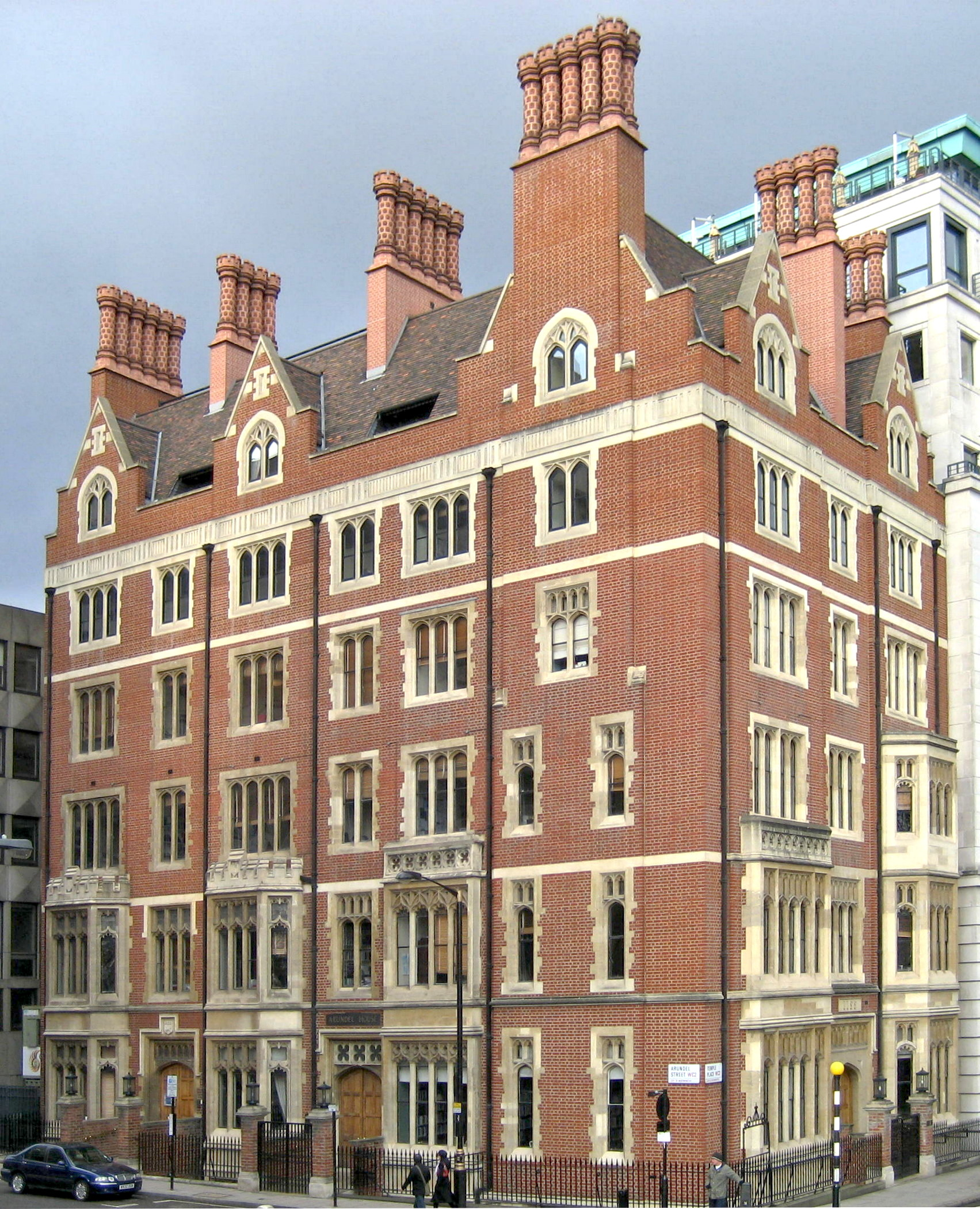
Sede do IISS.

O Instituto Internacional de Estudos Estratégicos (em inglês:  International Institute for Strategic Studies, IISS) é um instituto de pesquisa britânico (ou think tank) na área de relações internacionais. Desde 1997, sua sede foi a Arundel House, em Londres, Inglaterra. O índice de 2016 da Global Go To Think Tank classificou a IISS como o décimo terceiro melhor think tank do mundo.